# Џон Бастер
Џон Едмонд Бастер (18. јун 1941) амерички је лекар и научник који је, док је радио на Медицинском факултету Калифорнијског универзитета у Лос Анђелесу, руководио истраживачким тимом који је извршио први трансфер ембриона у ин витро фертилизацији, са једне жене на другу, што је резултовало живорођењем.
Џон Бастер је истраживања спровео у медицинском центру Харбор-УЦЛА, прелиминарни извештај је објавио у јулу 1983. године, а коначну најавоу рођења детета за 3. фебруара 1984. године.  Поступак трансфер ембриона спроведен је тако што је ембрион који је тек почео да се развија у материци жене донора (код које је зачет вештачком оплодњом), пребачен у материцу друге жене која је родила дете 38 недеља касније. Сперма коришћена у вештачкој оплодњи потиче од мужа жене која је родила бебу.
Истрађивачки рад Бастер и други чланови истраживачког тима из медицинског центра Харбор-УЦЛАсу представљен је  у часопису People, и магазину Тајмс.
Надовезујући се на Бастерово истраживање, Центри за контролу болести (ЦДЦ) у Сједињеним Америчким Државама забележили су преко 200.000 живорођене деце као резултат трансфера ембриона донора.
Бастер је након ових истраживања наставио и даље да се бави медицином као репродуктивни ендокринолог у Центру за плодност жена и беба у Провиденсу, Роуд Ајленд.

## Живот и каријера
Бастер је након додипломских студија на Универзитету Стенфорд прво стекао диплому медицине. Специјализацију из акушерства и гинекологије стекао је на Медицинском факултету Универзитета Калифорније у Лос Анђелесу, где је нешто касније завршио студијску обуку из репродуктивне ендокринологије и неплодности.
 

Бастер тренутно ради на Одељењу за репродуктивну ендокринологију и неплодност у болници за жене и бебе у Провиденсу, Роуд Ајленд. Такође се бави и приватном праксом и клиничком наставом из репродуктивне ендокринологије и неплодности на Медицинском факултету за жене и новорођенчад  (енг. The Warren Alpert Medical School of Brown University and Women & Infants Hospital)

## Награде и признања
Награда Legends Award, Бастеру је додељена у мају 2012. године од стране ЛА БиоМед-а који се налази у оквиру медицинском центра Харбор-УЦЛА.
У јуну 2014. године, Амерички колеџ акушера и гинеколога (АЦОГ) увео је стално  предавање доктора медицине под називом Џона Е. Бастера о најсавременијој репродуктивној медицини., које се традиционално одржавају сваке године.